# 古塔-斯克利亞納
50°13′5″N 24°45′30″E / 50.21806°N 24.75833°E
古塔-斯克利亞納（烏克蘭語：Гута-Скляна），是烏克蘭西部的村莊，隸屬利維夫州的舍普季茨基區。該村面積0.8平方公里，海拔高度221米，2001年人口79，人口密度每平方公里99.37人。